# 19 ianuarie
ianuarie • februarie • martie  • aprilie  • mai  • iunie  • iulie  • august  • septembrie  • octombrie  • noiembrie  • decembrie
19 ianuarie este a 19-a zi a calendarului gregorian. Mai sunt 346 de zile până la sfârșitul anului (347 de zile în anii bisecți).

## Evenimente

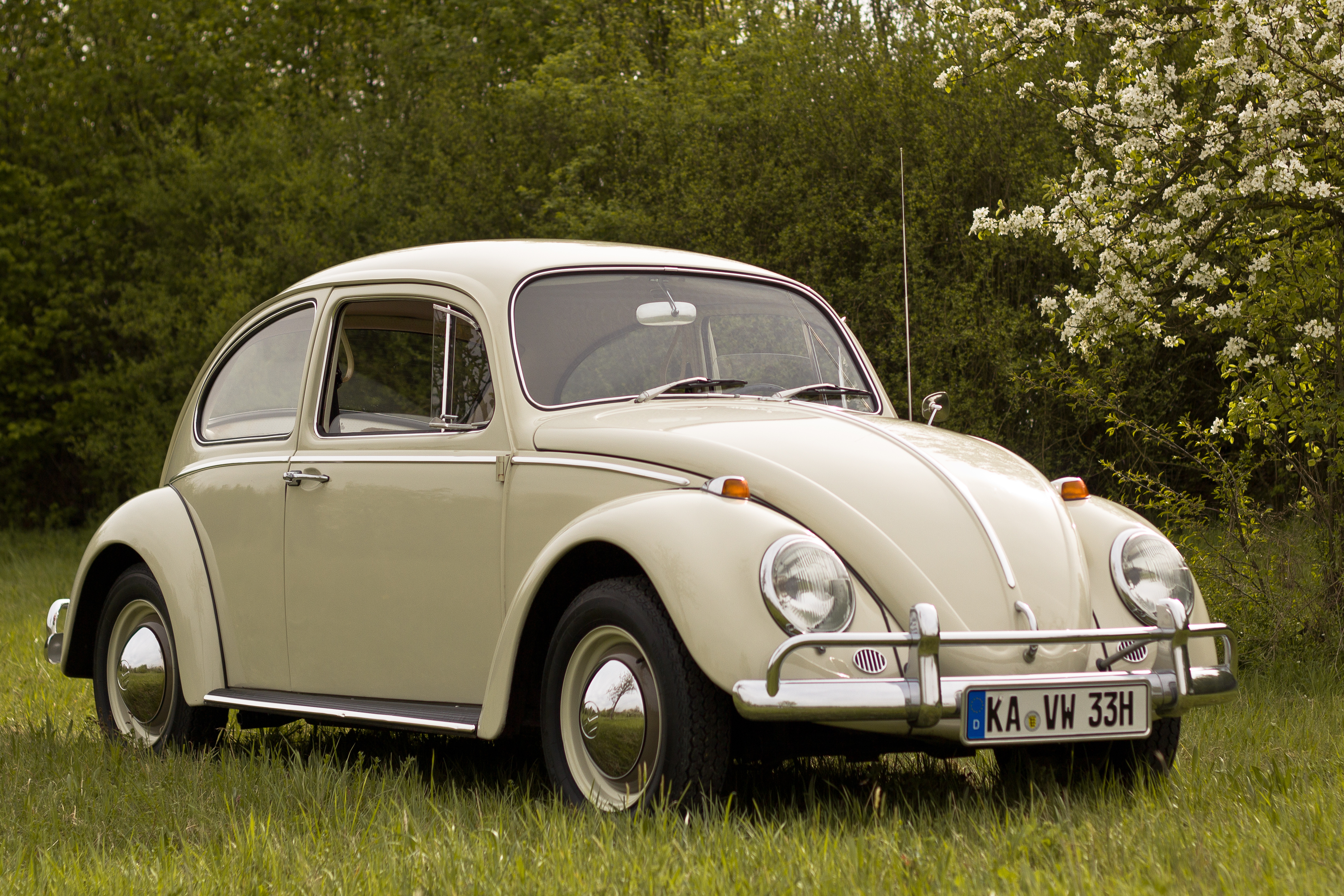
1978: Ultimul Volkswagen Broscuță fabricat în Germania părăsește fabrica VW din Emden. Producția va continua în America Latină până în 2003.

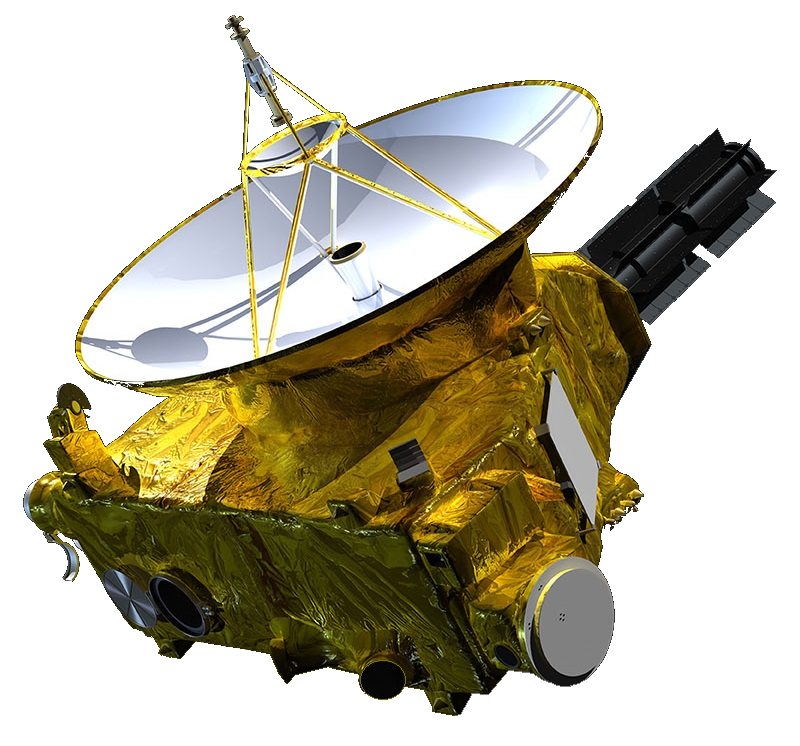
2006: NASA a lansat prima sondă spațială către Pluto. Sonda, numită New Horizons, a călătorit inițial cu 57.000 km/h, dar după ce a folosit gravitația lui Jupiter pentru a accelera până la 75.000 km/h. A ajuns la Pluto la 14 iulie 2015.

- 0379: Împăratul Grațian îl ridică pe Flavius Theodosius la titlul de Augustus și îi dă autoritate asupra tuturor provinciilor estice ale Imperiului Roman.[1]
- 1419: Războiul de 100 de ani: orașul francez Rouen s-a predat lui Henric al V-lea al Angliei, completând recucerirea Normandiei.[2]
- 1806: Marea Britanie a ocupat Capul Bunei Speranțe.
- 1821: S-a constituit Comitetul de Oblăduire, menit să asigure conducerea Țării Românești până la stabilirea succesorului fostului domnitor, Alexandru Șuțu, decedat cu o zi înainte.
- 1834: S-a deschis, la București, Școala de muzică vocală, declamație și literatură a Societății Filarmonice, nucleul viitorului Conservator. Primul director și profesor de literatură a fost Ion Heliade Rădulescu.
- 1840: Căpitanul american Charles Wilkes a observat în timpul unei expediții de explorare, coasta estică a Antarcticii și a cerut ca această regiune, cunoscută ulterior drept Wilkes Land, să devină parte a Statelor Unite.
- 1853: La Roma a avut loc premiera operei lui Giuseppe Verdi, Trubadurul (Il Trovatore).
- 1862: Războiul civil american: Confederația suferă prima înfrângere semnificativă în conflict în Bătălia de la Mill Springs.
- 1871: Războiul franco-prusac: În asediul Parisului, Prusia câștigă bătălia de la St. Quentin. Între timp, încercarea franceză de a rupe asediul în bătălia de la Buzenval se va încheia fără succes a doua zi.
- 1889: Statul român a devenit proprietarul tuturor căilor ferate de pe teritoriul României, care măsurau 1.377 km.
- 1901: Regina engleză Victoria este lovită de paralizie. Ea moare trei zile mai târziu, la vârsta de 82 de ani.[3]
- 1915: Primul Război Mondial: A avut loc primul atac aerian major asupra unor ținte civile în Marea Britanie când două zepeline germane au bombardat orașele Great Yarmouth și King's Lynn de pe coasta estică a Angliei.
- 1920: Senatul Statelor Unite ale Americii votează împotriva alăturării în Liga Națiunilor.
- 1945: Al Doilea Război Mondial: forțele sovietice eliberează ghetoul din Łódź. Din peste 200.000 de locuitori în 1940, mai puțin de 900 supraviețuiseră ocupației naziste.
- 1946: La Tokio a luat ființă Tribunalul Militar Internațional pentru Extremul Orient, în scopul judecării criminalilor de război japonezi.
- 1966: Indira Gandhi a devenit prim-ministru al Indiei.
- 1969: Studentul Jan Palach moare după ce și-a dat foc cu trei zile mai devreme în Piața Wenceslas din Praga pentru a protesta împotriva invadării Cehoslovaciei de către Uniunea Sovietică în 1968. Înmormântarea sa se transformă într-un alt protest major.
- 1978: Ultimul Volkswagen Broscuță fabricat în Germania părăsește fabrica VW din Emden. Producția va continua în America Latină până în 2003.
- 1983: Criminalul nazist de război Klaus Barbie („Măcelarul din Lyon”), fost șef al Gestapo la Lyon, este arestat în Bolivia, unde emigrase în 1951 și trăia sub pseudonimul Klaus Altmann.[4]
- 1999: A cincea mineriadă - Ministrul de Interne, Gavril Dejeu, demisionează după ce minerii au trecut de toate barajele forțelor de ordine din Defileul Jiului.[5] Președintele Constantinescu a anunțat că autoritățile sunt hotărâte să împiedice repetarea descinderilor minerilor în Capitală din 1990 și 1991. Minerii au refuzat să negocieze cu o comisie guvernamentală desemnată în acest sens.
- 2006: NASA a lansat prima sondă spațială către Pluto. Sonda, numită New Horizons, a călătorit inițial cu 57.000 km/h, dar după ce a folosit gravitația lui Jupiter pentru a accelera până la 75.000 km/h. A ajuns la Pluto la 14 iulie 2015.
- 2007: Echipa de patru oameni N2i, folosind doar snowkiting, finalizează o călătorie de 1.759 km pentru a ajunge la Stația de cercetare Polul inaccesibilității pentru prima dată din 1965 și pentru prima dată fără asistență mecanică.[6]

## Nașteri
- 1544: Francisc al II-lea al Franței, rege (d. 1560)
- 1736: James Watt, fizician englez, inventatorul mașinii cu aburi (d. 1819)
- 1757: Augusta de Reuss-Ebersdorf, prințesă germană (d. 1831)
- 1798: Auguste Comte, filosof francez (d. 1857)

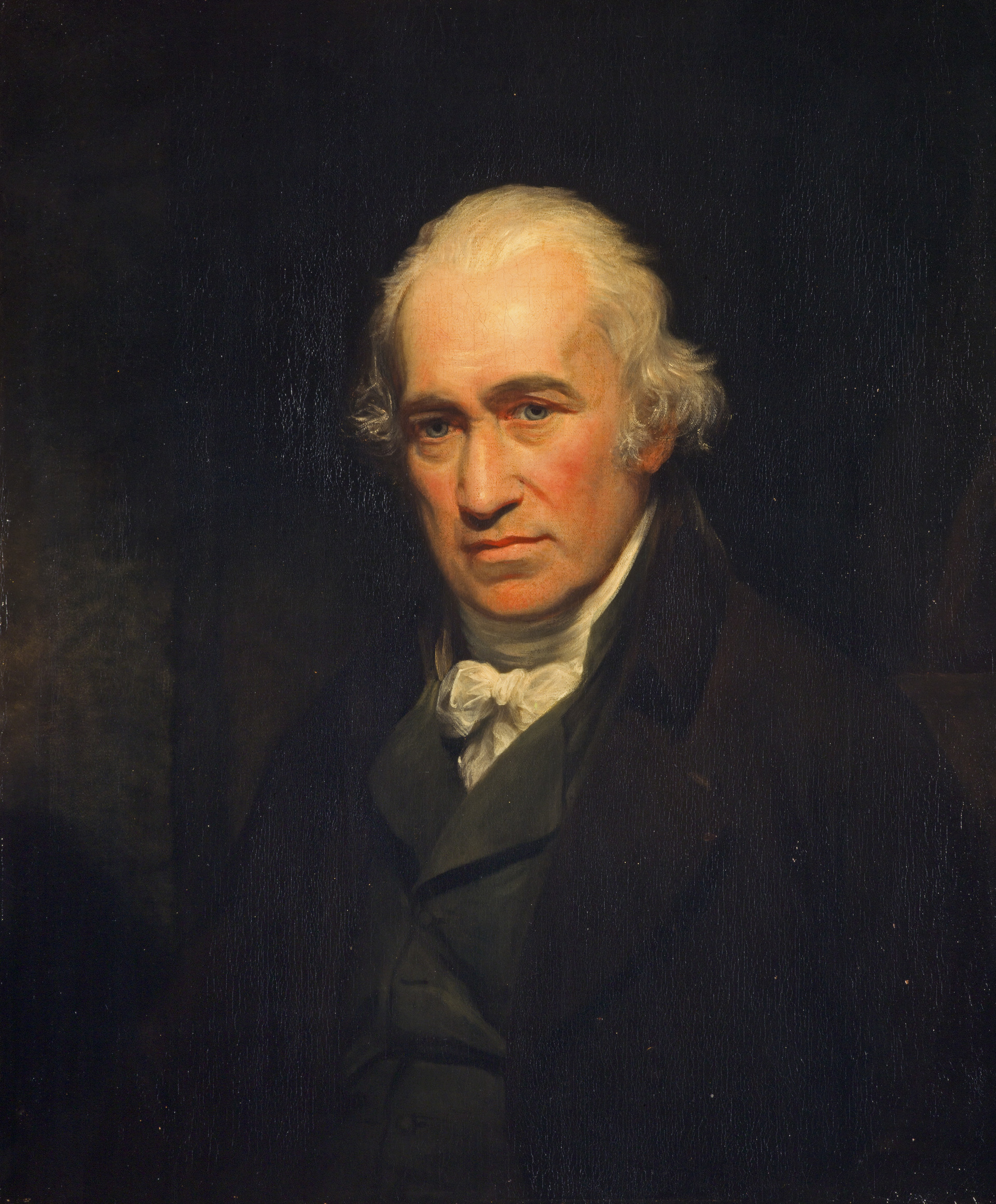
James Watt, fizician englez, inventatorul mașinii cu aburi
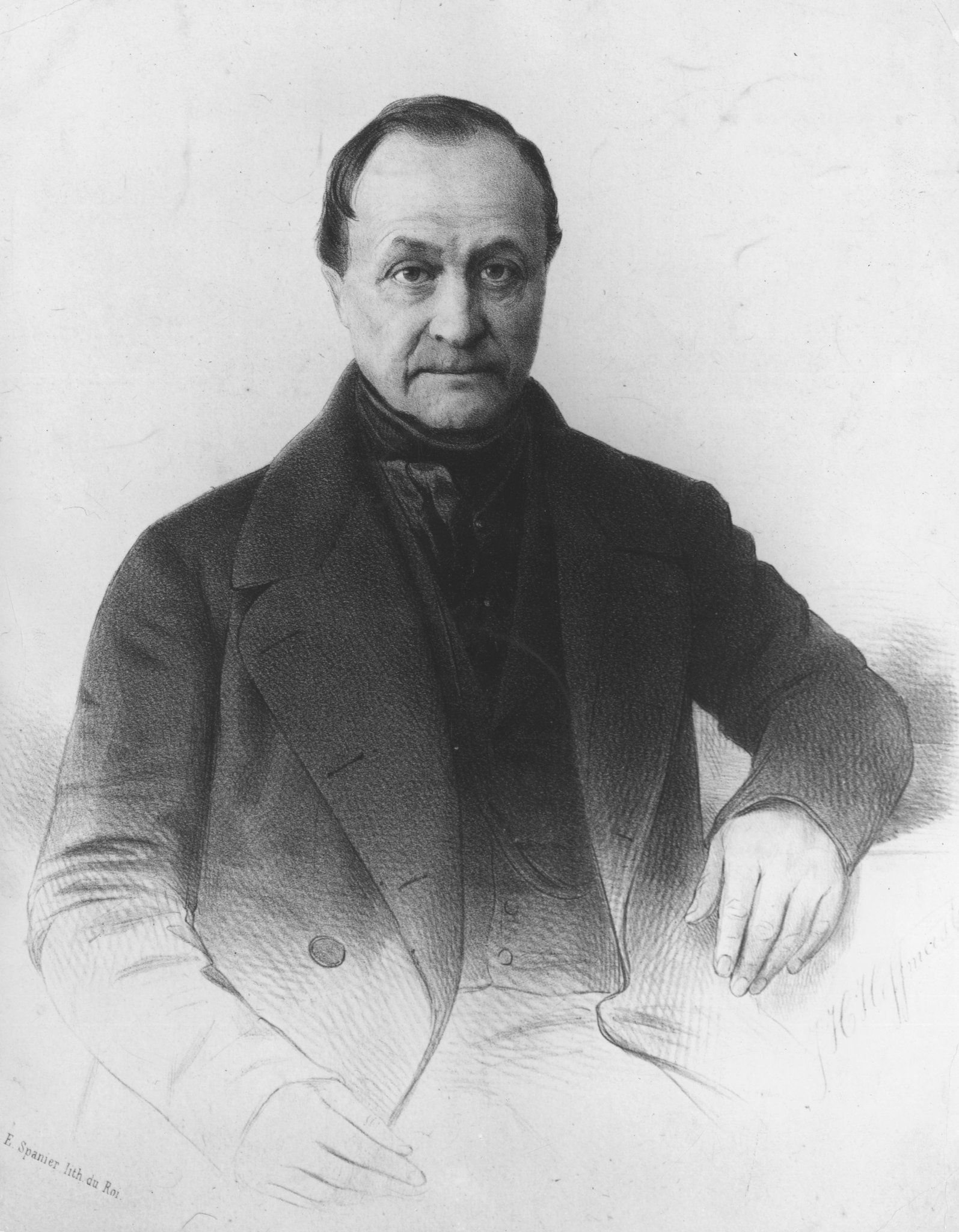
Auguste Comte, filosof francez
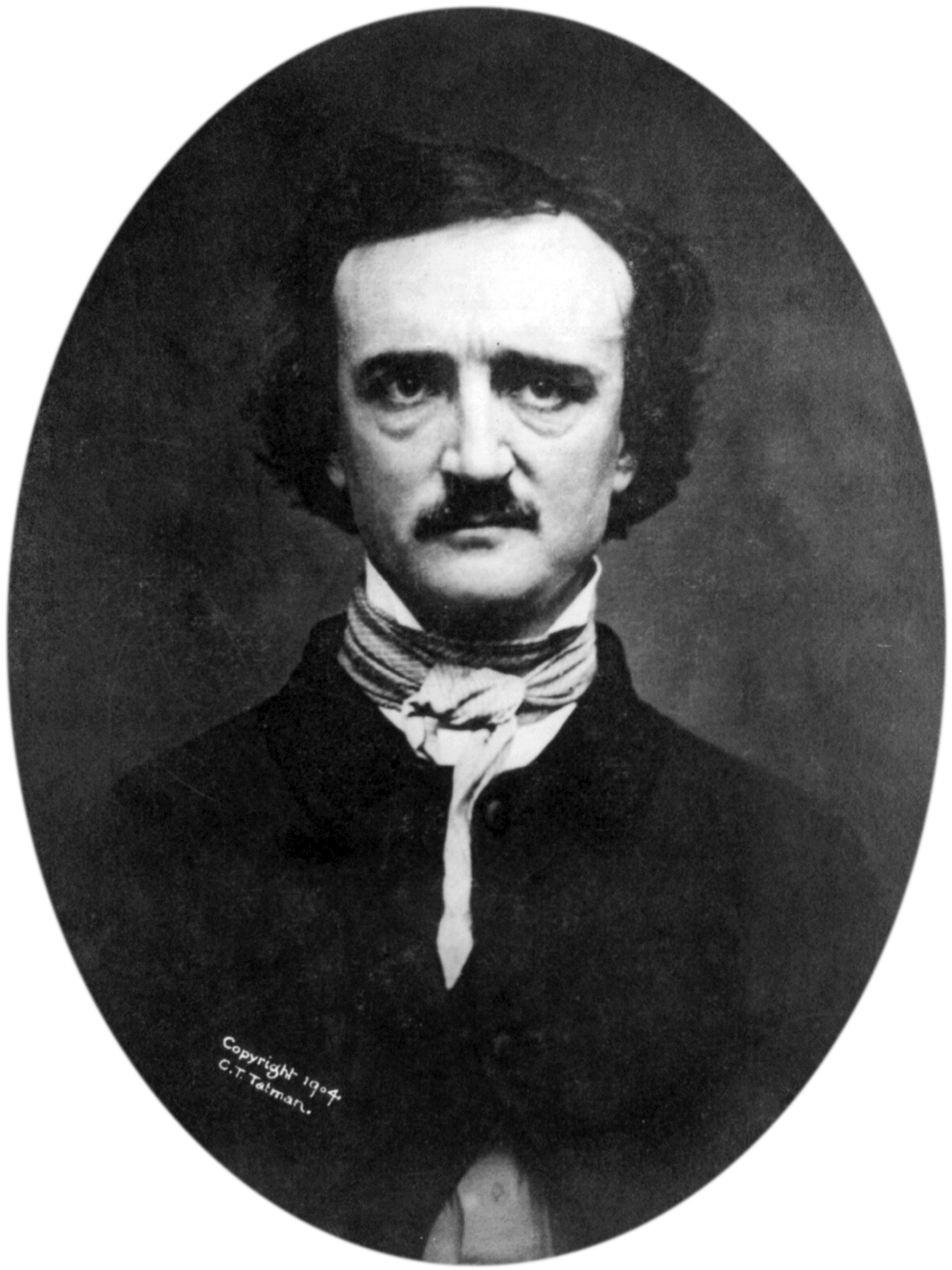
Edgar Allan Poe, poet american

- 1806: Alecu Donici, poet român (d. 1865)
- 1807: Robert E. Lee, general american confederat (d. 1870)
- 1809: Edgar Allan Poe, poet, scriitor, critic american (d. 1849)
- 1833: Alfred Clebsch, matematician german (d. 1872)
- 1839: Paul Cézanne, pictor francez (d. 1906)
- 1862: Raymund Netzhammer, arhiepiscop romano-catolic de București (d. 1945)
- 1863: Werner Sombart, economist și sociolog german (d. 1941)
- 1889: Artur Enășescu, poet român (d. 1942)
- 1890: Ștefan Procopiu, fizician român, membru al Academiei Române (d. 1972)
- 1917: Georg Scherg, poet român (d. 2002)
- 1920: Javier Pérez de Cuéllar, fost diplomat și politician peruvian, secretar general al Națiunilor Unite (d. 2020)
- 1921: Ion Istrati, prozator român (d. 1977)
- 1923: Markus Wolf, șeful serviciului de spionaj din RDG (d. 2006)
- 1924: Nicholas Colasanto, actor și regizor de televiziune american (d. 1985)
- 1924: Jean-François Revel, filosof, scriitor și ziarist francez (d. 2006)
- 1926: Dumitru Felician Lăzăroiu, fizician român (d. 2018)

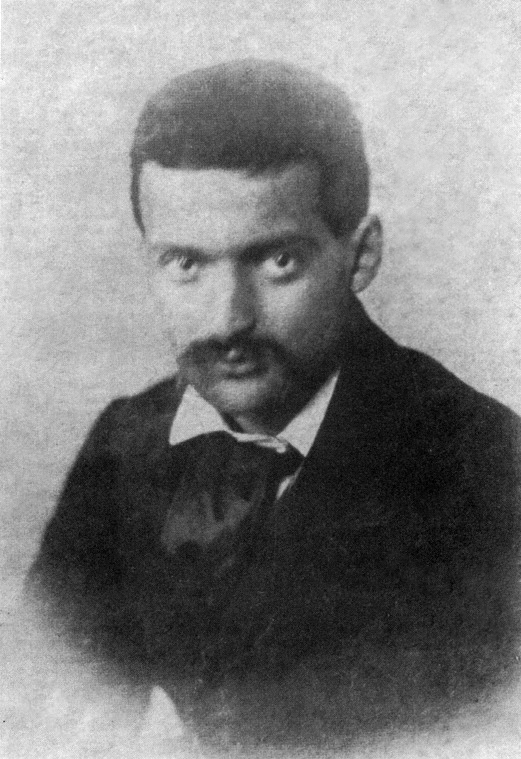
Paul Cézanne, pictor francez
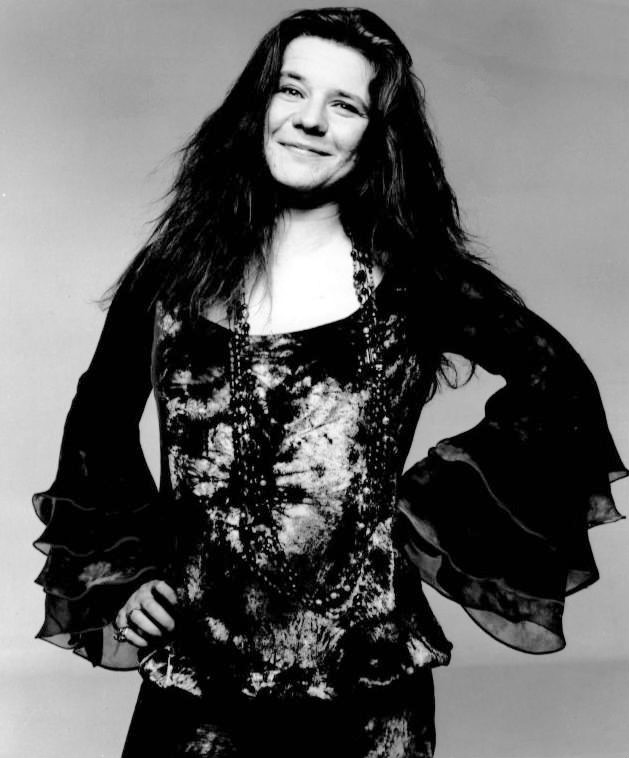
Janis Joplin, cântăreață americană
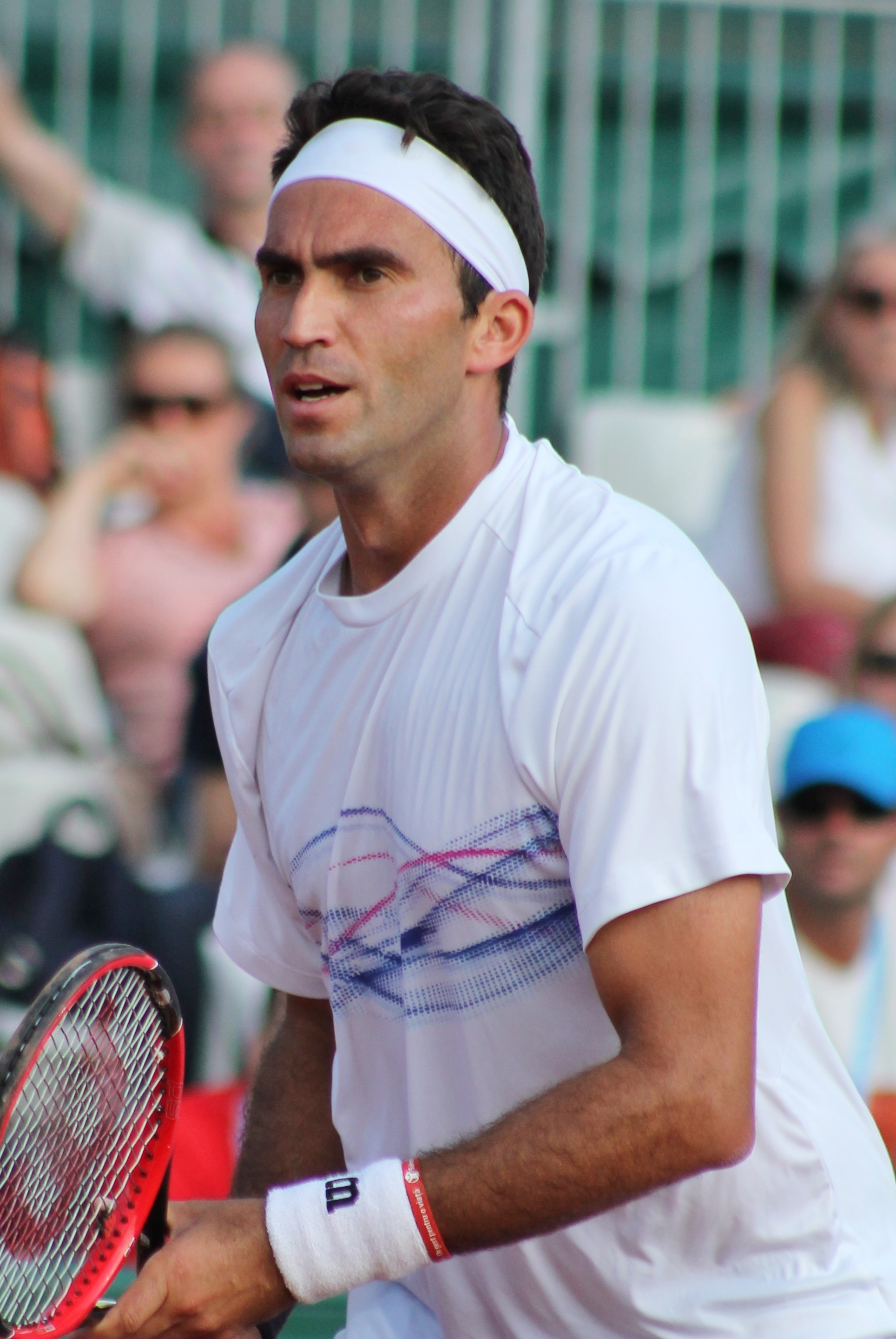
Horia Tecău, jucător român de tenis

- 1932: Constantin Drăghici, solist vocal, compozitor, orchestrator român (d. 2015)
- 1935: Herbert Walther, fizician german (d. 2006)
- 1943: Janis Joplin, cântăreață americană de hard rock și blues rock (d. 1970)
- 1946: Dolly Parton, cântăreață, actriță americană
- 1947: Rod Evans, membru fondator al trupei Deep Purple
- 1955: Gheorghe Sârb, politician român
- 1966: Stefan Edberg, jucător suedez de tenis
- 1973: Tania Popa, actriță română
- 1985: Horia Tecău, jucător român de tenis
- 1995: Mathieu van der Poel, ciclist neerlandez

## Decese
- 1526: Isabela de Burgundia, soția regelui Christian al II-lea al Danemarcei (n. 1501)
- 1669: Leon Allatios, filolog grec, directorul Bibliotecii Vaticane (n. 1586)
- 1720: Eleonore-Magdalena de Neuburg, împărăteasă a Sfântului Imperiu Roman (n. 1655)
- 1748: Ernest Augustus I, Duce de Saxa-Weimar-Eisenach (n. 1688)
- 1761: Charlotte Aglaé de Orléans, ducesă de Modena (n. 1700)
- 1765: Johan Agrell, compozitor suedez (n. 1701)

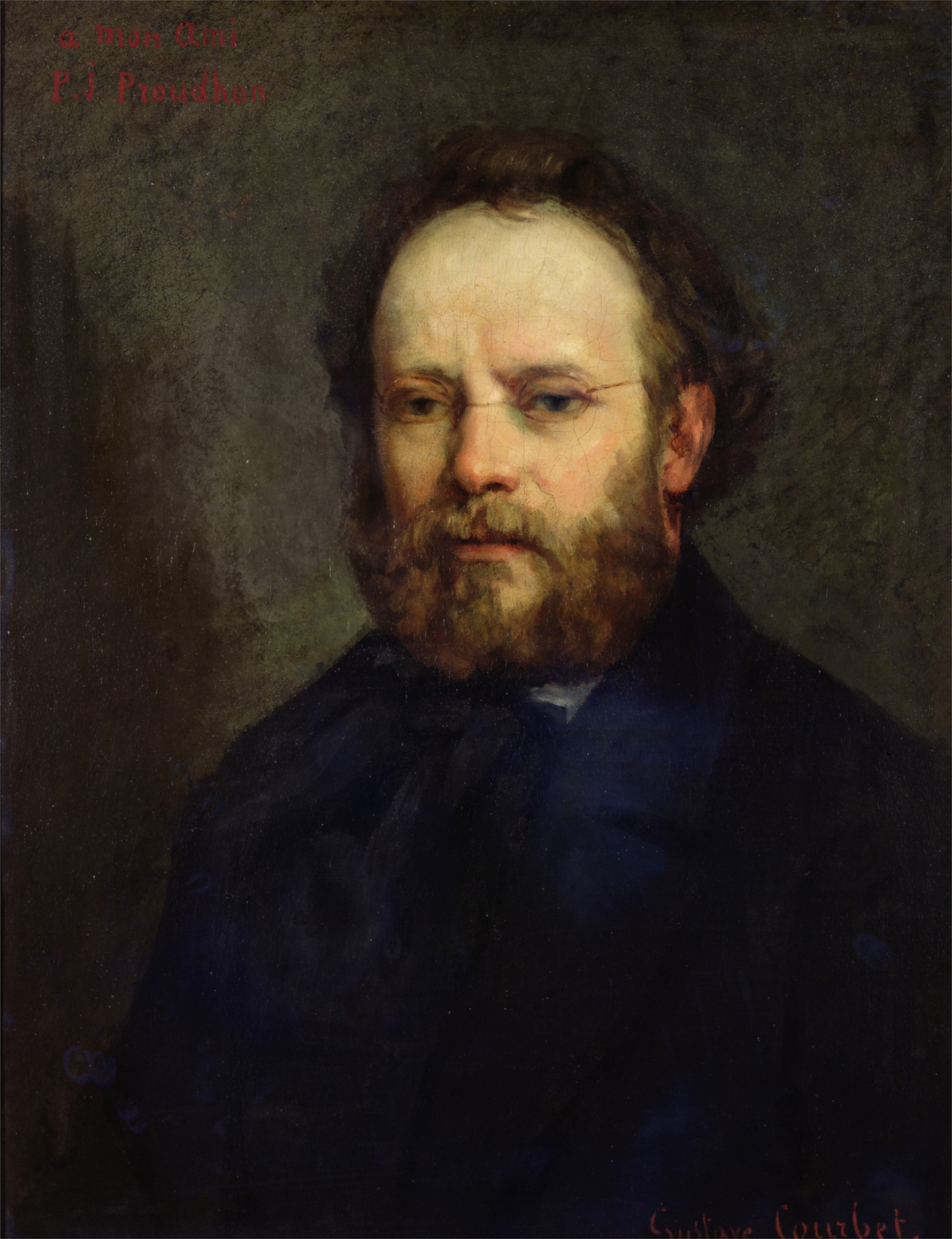
Pierre-Joseph Proudhon, filosof francez
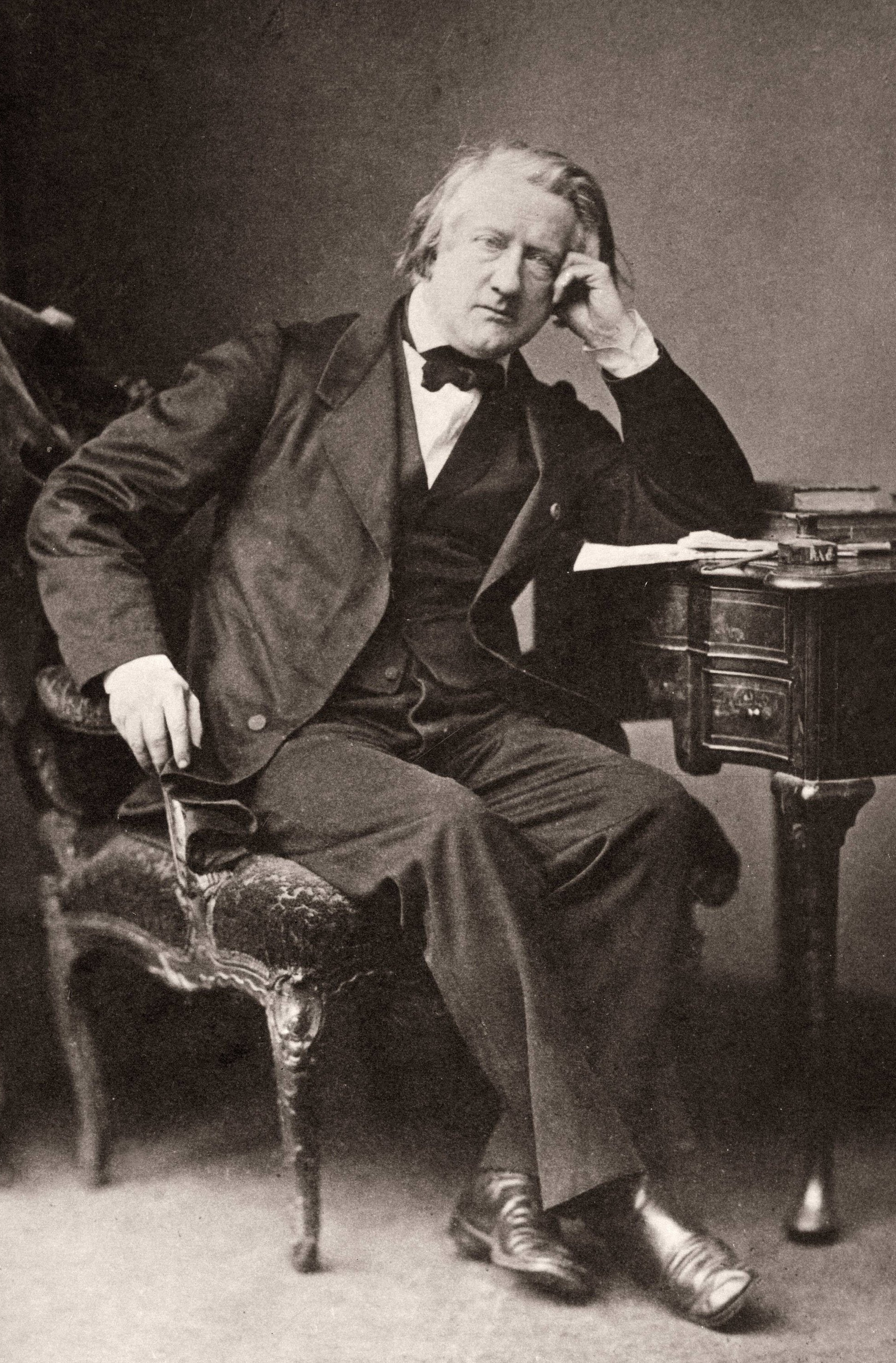
Henri Victor Regnault, chimist și fizician francez
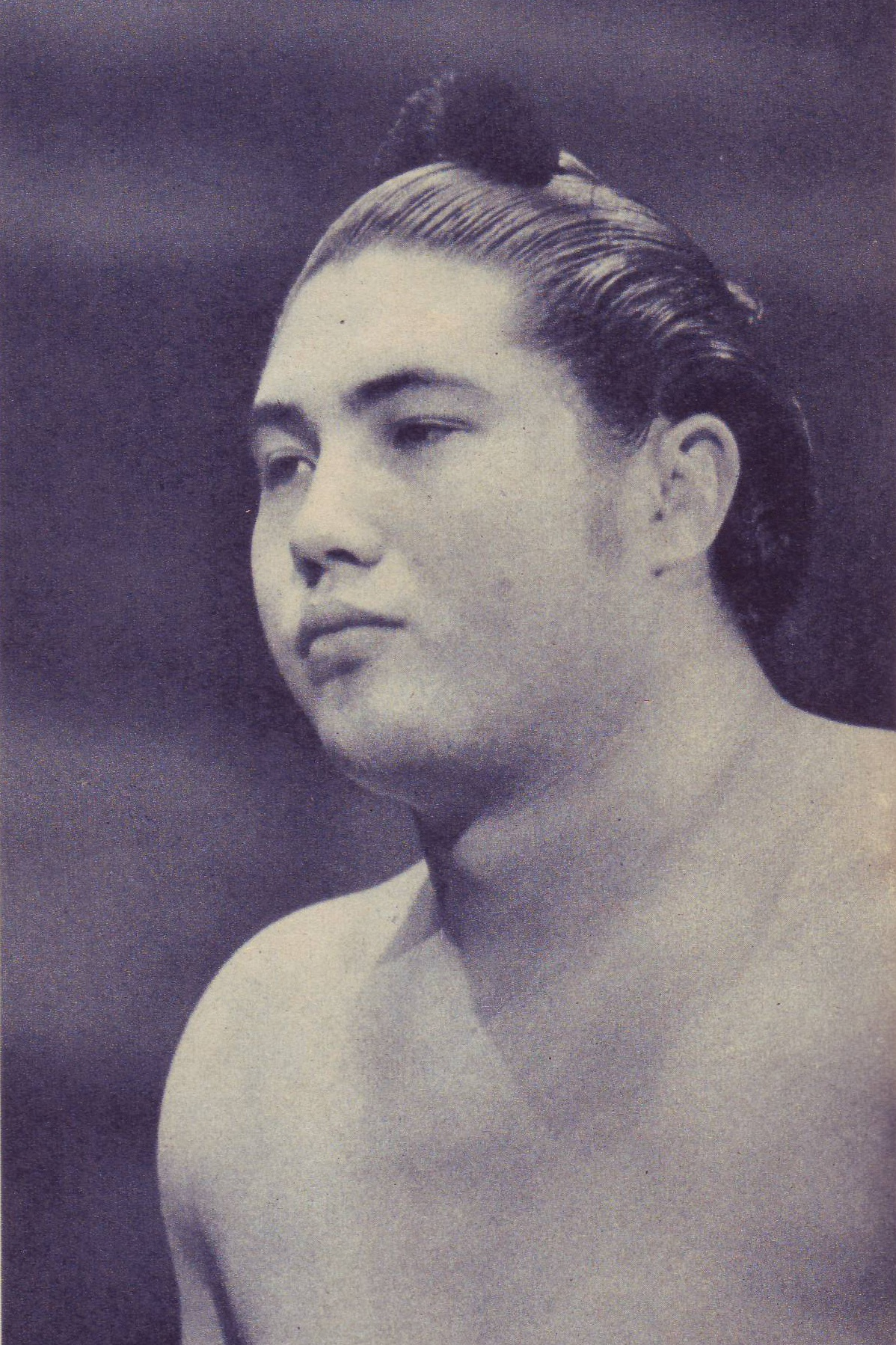
Taihō Kōki, luptător de sumo japonez

- 1847: Antoinette Murat, bunica paternă a regelui Carol I al României (n. 1793)
- 1865: Pierre-Joseph Proudhon, filosof francez, părintele anarhismului (n. 1809)
- 1878: Henri Victor Regnault, chimist și fizician francez (n. 1810)
- 1901: Albert de Broglie, istoric, publicist și prim-ministru francez (n. 1821)
- 1920: Juan Martínez Abades, pictor spaniol (n. 1862)
- 1925: Maria Sofia de Bavaria, soția regelui Francisc al II-lea al Celor Două Sicilii (n. 1841)
- 1927: Charlotte a Belgiei, soția împăratului Maximilian I al Mexicului (n. 1940)
- 1952: Arhiducele Maximilian Eugen al Austriei (n. 1895)
- 1957: Barbu Lăzăreanu, istoric, critic literar și bibliograf (n. 1881)
- 1973: Romulus Cândea, istoric român, membru corespondent al Academiei Române de origine austriacă (n. 1886)
- 1981: Catinca Ralea, realizatoare de emisiuni radio-TV (n. 1929)
- 1986: Iftimie Bârleanu, sculptor român (n. 1915)
- 2000: Bettino Craxi, președinte al Consiliului de Miniștri al Italiei în perioada 1983-1987 (n. 1934)
- 2000: Hedy Lamarr, actriță americană de origine austriacă (n. 1914)
- 2001: Emil Turdeanu, filolog român, editor la revistele "Revue des etudes roumaines" și "Ființa românească" (n. 1911)
- 2003: Mihai Ionescu, jurnalist sportiv (n. 1925)
- 2007: Hrant Dink, scriitor, editor și ziarist turc de origine armeană (asasinat) (n. 1954)
- 2013: Taihō Kōki, luptător de sumo japonez (n. 1940)
- 2015: Justin Capră, inventator român (n. 1933)
- 2017: Loalwa Braz, cântăreață braziliană (n. 1953)
- 2022: Hardy Krüger, actor german (n. 1928)
- 2022: Gaspard Ulliel, actor francez (n. 1984)

## Sărbători
- Sf. Cuv. Macarie cel Mare și Macarie Alexandrinul (calendar creștin-ortodox; greco-catolic)
- Sf. Ier. Marcu, mitropolitul Efesului (calendar creștin-ortodox)
- Sf. Mc. Eufrasia (calendar creștin-ortodox)
- Sf. Marius și Marta, soți (calendar romano-catolic)